# Nodipecten
Nodipecten is een geslacht van tweekleppigen uit de familie Pectinidae (mantelschelpen).

## Soorten
- Nodipecten fragosus (Conrad, 1849)
- Nodipecten magnificus (G. B. Sowerby I, 1835)
- Nodipecten nodosus (Linnaeus, 1758)
- Nodipecten subnodosus (G.B. Sowerby I, 1835)